# Omalus imbecillus
Omalus imbecillus (лат. ) — вид ос-блестянок рода Omalus из подсемейства Chrysidinae (триба Elampini). Палеарктика, в т.ч. Россия, Турция, Иран, Китай, Лаос.

## Описание
Мелкие осы-блестянки с коротким и широким телом (3,3-3,9 мм). Длина передних крыльев 2,6-3,2 мм. Основная окраска синяя, лапки коричневые (усики чёрные). Пунктировка груди не глубокая. Жгутик усика посредине не утолщенный. Жвалы трёхзубчатые. Коготки с 3 зубцами. Задний край третьего тергита брюшка с вырезкой. Брюшко блестящее. Гнездовые паразиты одиночных ос (Crabronidae).